# هگزان-۲٬۵-دیون
هگزان-۲،۵-دیون (به انگلیسی: Hexane-2,5-dione) با فرمول شیمیایی C۶H۱۰O۲ یک ترکیب شیمیایی با شناسه پاب‌کم ۸۰۳۵ است. که جرم مولی آن 114.1438 g mol−۱ می‌باشد. شکل ظاهری این ترکیب، مایع بی‌رنگ است.